# 银灰毛豆
银灰毛豆（学名：Tephrosia kerrii）为豆科灰毛豆属下的一个种。

## 扩展阅读
- 維基物種上的相關：银灰毛豆